# Sweet Sue, Just You
Sweet Sue, Just You ist ein Lied, das von Victor Young (Musik) und Will J. Harris (Text) geschrieben und 1928 veröffentlicht wurde. Er gilt als einer der meistaufgenommenen Popsongs der Zeit vor der Rockära.

## Hintergrund und Kennzeichen des Songs
Als titelgebende „Sue“ gilt der Stummfilmstar Sue Carol, die spätere Ehefrau von Alan Ladd, deren Porträt auf dem Sheet-Music-Cover veröffentlicht wurde; der Song war – möglicherweise – Sue Carol gewidmet. Der Refrain beginnt mit den Zeilen
Ev'ry star above
knows the one I love,
Sweet Sue, just you.
Der Song ist in der Liedform AABA und fast ausschließlich in Dur gehalten; Grundtonart ist G-Dur. Sweet Sue, Just You basiert auf einer wiederholten rhythmischen Figur, zwei Viertelnoten folgt eine halbe Note, gespielt in derselben Tonart. Diese Figur kommt häufig in des Musik des frühen Jazz vor, besonders bei Louis Armstrong, wie in seiner Aufnahme  von Struttin’ with Some Barbeque (1926) zu hören. Möglicherweise war Victor Young davon beeinflusst, falls er Armstrong während seiner Zeit in Chicago gehört hatte.

## Erste Aufnahmen
Sweet Sue, Just You wurde, anders als für viele andere Popsongs der damaligen Zeit üblich, nicht als Nummer einer Show oder eines Musicals bekannt, sondern über das Medium Schallplatte. Zu den ersten Musikern, die den Song ab März 1928 aufnahmen, gehörten Charlie Straight, für den Young möglicherweise arrangierte, und Sam Lanin;  das Orchester von Ben Pollack, zu dem Victor Young zeitweilig gehörte, war im April 1928 mit Sweet Sue, Just You und dem Sänger Franklyn Baur im Plattenstudio (Victor 21473). Genauso wie die Version von Earl Burtnett mit seinem Los Angeles Biltmore Hotel Orchestra aus demselben Jahr kam Pollacks Interpretation auf Platz 3 der amerikanischen Hitparade.

## Coverversionen
In den folgenden Monaten u. a. spielten in den USA auch Jimmie Noone, Seger Ellis und McKinney’s Cotton Pickers den Song ein, in Berlin Lud Gluskin und in London Bert Ambrose und Jack Payne. Paul Whitemans Orchester spielte die Nummer 1928 mit Bix Beiderbecke (Kornett) und Jack Fulton (Posaune/Gesang) als Solisten ein.
1932 nahmen The Mills Brothers den Song erfolgreich auf und kamen auf Platz 8 der amerikanischen Chats; 1939 hatte auch Tommy Dorsey einen Erfolg mit dem Song (Platz 13 der Charts); 1949 kam Johnny Long auf Platz 19. Auch die Aufnahmen von Musikern wie Django Reinhardt, Erroll Garner, Bing Crosby und Benny Goodman machten den Song im Swing populär. Miles Davis nahm ihn 1956 bei seiner Session für das Columbia-Album ’Round About Midnight auf. In Deutschland spielten Austin Egen und Stefan Weintraub (Weintraubs-Syncopators, Electrola 1929) eine deutsche Coverversion ein (Ob du glücklich bist (wenn mein Mund dich küßt)). Weitere Aufnahmen stammen von Gene Austin, Dave Apollon und Oscar Alemán.
Sweet Sue, Just You fand auch Verwendung in mehreren Musikfilmen, so 1940 in dem Fred-Astaire-Musical Second Chorus, in Rhythm Parade (1942) und in The Eddy Duchin Story (1956), in späteren Jahren in Sweet and Lowdown (Regie: Woody Allen, 1999) und Red Betsy (Regie: Chris Boebel, 2003). Das Musikmagazin Variety nahm Sweet Sue, Just You in seine Listen Hit Parade of a Half-Century und  Golden 100 Tin Pan Alley Songs auf. Der Diskograf Tom Lord listet insgesamt 504 (Stand 2015) Coverversionen.